# SRET
SRET  acronyme de (Satellite des Recherches et d’Études Technologiques) 1 et 2 sont deux micro-satellites développés par l'agence spatiale française, le CNES, pour tester de nouveaux équipements pour de futurs engins spatiaux. La réalisation de ces satellites technologiques est décidée en 1970 et ils sont lancés en 1972 et 1975. Placés en orbite par des lanceurs soviétiques, ils font partie des premières réalisations du programme de coopération spatiale entre la France et l'Union soviétique mis en place en 1966. 

## SRET 1
SRET 1 est lancé le 4 avril 1972 en tant que charge utile secondaire par une fusée soviétique Molnia-M depuis le cosmodrome de Plessetsk qui le place sur une orbite de Molnia. Le satellite a une masse de 16 kg et la forme d'un polyèdre à 8 faces de 55,9 cm de côté. C'est le premier satellite occidental placé en orbite par une fusée soviétique. Il est utilisé pour tester deux nouveaux types de cellules solaires utilisant un film de sulfure de cadmium et de tellurure de cadmium pour l'autre ainsi qu'un type de batterie allégé. Il fonctionne durant 15 mois,.

## SRET 2
SRET 2 est lancé le 5 juin 1975 en tant que charge utile secondaire par une fusée soviétique Molnia-M depuis le cosmodrome de Plessetsk qui le place sur une orbite de Molnia. Le satellite qui a une masse de 30 kg. L'expérience principale consiste à tester le système de refroidissement passif, qui sera utilisé par les satellites météorologiques géostationnaires Meteosat.  Il permet également de tester des systèmes de refroidissement, des cellules solaires, les effets du rayonnement ionisant sur différents équipements ainsi que le vieillissement de revêtements thermiques et de films plastiques. Le satellite, qui a fonctionné de manière satisfaisante durant au moins un mois, a effectué sa rentrée atmosphérique le 10 juillet 1988,.